# Eline Timmerman
Eline Timmerman (geboren 30 december 1998 in Rijssen) is een Nederlandse volleybalspeelster. Na bij verschillende ploegen in Nederland en bij Stutgart te hebben gespeeld, speelt de middenblokkeerder vanaf 2024 bij  Galatasaray in Turkije.

## Carrière
Timmerman begon haar carrière bij Rivo Rijssen. Van 2014 tot 2016 speelde ze bij het Talent Team Papendal. Daarna van 2016 tot 2018 was ze twee jaar actief bij Alterno in Apeldoorn. Vervolgens twee jaar bij Team Eurosped in Vroomshoop. In 2019 debuteerde ze tevens in de nationale Nederlandse volleybalploeg (vrouwen) tijdens het FIVB Nations League vrouwen 2019. Vanaf 2020 speelde ze bij Ladies in Black Aachen. Met ingang van het seizoen 2024-2025 komt Timmerman uit voor het Turkse Galatasaray.